# Arturo Montesinos Malo
Arturo Montesinos Malo (Cuenca, Ecuador 1913 - Nueva York, Estados Unidos 2009) fue un novelista, cuentista y traductor ecuatoriano.
Se estableció en Quito y colaboró para la Casa de la Cultura Ecuatoriana un espacio para su desarrollo a través de la revista "Letras del Ecuador". Su  producción cuentística durante estos años culminó con la publicación de la aclamada colección "Arcilla Indócil" (1959), reconocida con el Premio Nacional de Literatura, caracterizada por su innovadora técnica narrativa y la profundidad psicológica de sus personajes. Además, publicó sus  novelas "Segunda Vida" (1962) y "El Peso de la Nube Parda" (1974). Al final de su vida formaría parte del Departamento de Traducciones de la ONU en Manhattan. 

## Síntesis biográfica

### Primeros años
El novelista nació en Cuenca en 1913, una ciudad que describió como una aldea pretenciosa. Hijo de un comerciante textil que prosperó gracias a su esfuerzo, desde muy temprana edad demostró una inteligencia prodigiosa y una gran fascinación por la lectura. A los dos años y medio ya mostraba interés por los textos impresos y aprendió a leer y escribir rápidamente, deleitando a los clientes del almacén de su padre con su habilidad. Su temprana escolarización estuvo marcada por un ambiente hostil debido a un desacuerdo entre su padre y las religiosas. Sin embargo, su pasión por la lectura continuó, llegando a adquirir numerosos volúmenes de "Los Cuentos de Calleja" a escondidas. A pesar de la reprimenda de una monja que intentó dirigir su interés hacia textos religiosos, su curiosidad intelectual lo llevó a leer la biografía de San Gerardo Mayela. Un evento que lo impactó profundamente en su infancia fue el suicidio del poeta Medardo Ángel Silva en 1919.  Durante su educación secundaria con los Hermanos Cristianos, se convirtió en el alumno predilecto del hermano Herberto, un sacerdote de Francia con un dominio impecable del castellano, quien ejerció una influencia positiva en él, enseñándole francés e incluso sugiriendo a su familia que lo enviaran a Francia, aunque ellos preferían que siguiera la tradición familiar del comercio.

### Primeros escritos
En 1928, a petición del hermano Herberto, tradujo un sainete del francés para una representación escolar, pero optó por escribir su propia comedia, "Las minas en el aire", que tuvo éxito gracias a su humor. Tras graduarse, viajó a Quito con compañeros y el hermano Herberto, donde presenció obras de teatro de un grupo argentino. De regreso en Cuenca, trabajó como corrector de pruebas en un periódico católico y luego como corresponsal de noticias, mostrando un gran desempeño. Durante esta época, desarrolló una predilección por autores españoles como Valle Inclán y Ortega y Gasset. Inició la escritura de un libro de cuentos que se publicó en 1941 bajo el título de "Sendas Dispersas", con cinco relatos de corte romántico tardío. Destaca "Rescoldo", que narra la vida de un niño criado como sirviente que supera su condición pero adopta actitudes negativas similares a las de las personas "decentes".  En 1935, contrajo matrimonio con Luz Marina Fernández de Córdoba, con quien tuvo cuatro hijos. Por esa época, realizó dos viajes a Nueva York con el propósito de comercializar sombreros de paja toquilla. En su ciudad natal, Cuenca, presentó en el teatro Variedades un sainete de su autoría titulado "Don Atilio ya no sopla".

### Vida en Quito
En mayo de 1942, se mudó a Quito con su esposa y dos hijos para emprender un negocio similar al de su padre, pero la empresa no prosperó. Posteriormente, comenzó a trabajar en el Ministerio de Defensa, donde rápidamente progresó como traductor y profesor de inglés en el Colegio Militar. Tras la creación de la Casa de la Cultura Ecuatoriana en 1945, encontró un espacio propicio para desarrollar su vocación literaria, colaborando en la revista oficial "Letras del Ecuador" con su cuento "Un rincón del cielo" y traducciones de textos en inglés. También desempeñó roles como editorialista y jefe de redacción del diario El Nacional.
Su vida profesional continuó con trabajos como traductor oficial en la embajada china y como profesor en otros colegios. En este período, forjó una estrecha amistad con Alejandro Carrión, Humberto Salvador y Francisco Tobar y García. Su estancia en Quito fue un período fructífero para su obra cuentística, culminando en la publicación de "Arcilla Indócil" en 1959, con prólogo de Alejandro Carrión. Esta colección de nueve relatos se caracteriza por una perspectiva narrativa múltiple a través de breves monólogos que revelan la complejidad de los personajes. También durante su tiempo en Quito publicó sus novelas "Segunda Vida" (1962) y "El Peso de la Nube Parda" (1974), esta última considerada una obra maestra por su brillantez y concisión. Posteriormente, en 1981, publicó "El Color del Cristal", manteniendo la calidad de sus relatos. En 1959, "Arcilla Indócil" fue galardonada con el Premio Nacional de Literatura en Ecuador, reconociéndole como un cuentista de técnica depurada.

### Traductor en la ONU
Tras su llegada a Nueva York, gracias a la recomendación de su amigo Miguel Ángel Albornoz, encontró un trabajo adecuado a sus habilidades en el Departamento de Traducciones de la ONU en Manhattan. Esta posición le brindó la oportunidad de sumergirse en la cultura mundial a través de diversas instituciones y eventos. Con el tiempo, llegó a dirigir la revista mensual de la ONU. 
Hacia el final de su vida, escribió por contrato dos guiones cinematográficos en inglés: "Eight women in my life" (2003) y "Blame the wind" (2006), además de dos guiones basados en sus propias obras: "Dawn", adaptado de su cuento "Madrugada", y otro para una película titulada "La última Pausa". Prolífico en el género del cuento, publicó "Del Paisaje Humano" y "El Color del Cristal" en 1981. En cuanto a la novela, género de su predilección, en 1994 apareció "Lejos de la cumbre".
Tras jubilarse en 1973 de su puesto como funcionario internacional de la ONU después de veintitrés años de servicio, solicitó la ciudadanía estadounidense junto a su esposa. Sin embargo, continuó colaborando ocasionalmente con la ONU, visitó Ecuador con mayor frecuencia y viajó extensamente por Europa. Durante una estancia en Viena, recibió como obsequio las obras completas de Thomas Mann. Sus últimos años transcurrieron en Yonkers, cerca de Manhattan, donde vivía. Allí compuso la banda sonora para la película "Arcilla Indócil". Falleció el 23 de mayo de 2009, a los noventa y seis años, a causa de problemas cardíacos en un hospital cercano. Todos sus libros fueron publicados en Ecuador.

## Legado
Montesinos y otros dos miembros de la generación de los cincuenta, Alfonso Cuesta y Cuesta y César Dávila Andrade, no tuvieron una relación cercana y más bien terminaron dejando su país. Montesinos se radicó en Estados Unidos, mientras que Cuesta y Dávila se fueron a Venezuela. Por otro lado, Agustín Cueva destacó que su obra se nutre de la tensión entre el amor y la singularidad, generando relaciones intensas pero sin fusión, explorando una metafísica de la soledad y la desolación en situaciones vitales reconocibles de su país, donde reside su capacidad creadora.

## Obra

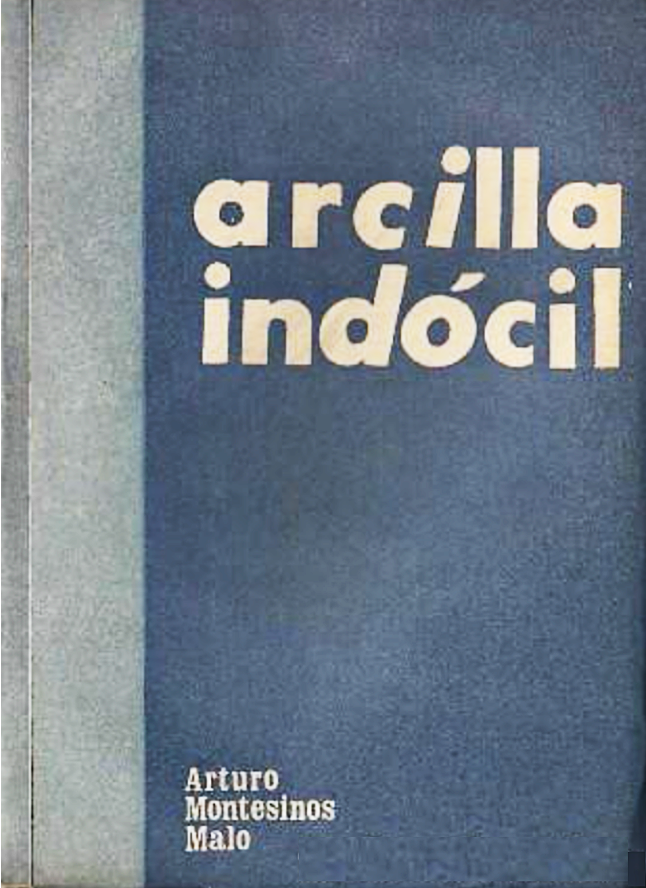
Arcilla indócil, libro de cuentos publicado en 1959

### Novela
- Segunda Vida (1962)
- El Peso de la Nube Parda (1974)
- El Color del Cristal (1981)
- Lejos de la cumbre (1994)

### Cuento
- Sendas Dispersas (1941)
- Arcilla Indócil (1959)
- Un rincón del cielo (publicado en la revista "Letras del Ecuador")
- Madrugada
- Del Paisaje Humano (1981)

### Drama
- Las minas en el aire (comedia, 1928)
- Don Atilio ya no sopla (sainete)

### Cine (Guiones)
- Eight women in my life (2003)
- Blame the wind (2006)
- Dawn (basado en el cuento "Madrugada")
- La última Pausa

### Música
- Tema musical para la película Arcilla Indócil de Carlos Pérez Agustí